# Quan Đông Châu
Quan Đông (tiếng Nhật: 関東州; rōmaji: Kantōshū; phiên âm Hán-Việt: Quan Đông châu
, tiếng Trung: 關東州; bính âm: Guāndōng zhōu) là tô giới của Nhật Bản trên lãnh thổ Trung Quốc từ năm 1905 đến năm 1945. Ở Trung Quốc, vùng phía ngoài Vạn lý trường thành và ở phía Đông của Sơn Hải quan, nghĩa là toàn thể vùng Mãn Châu (vùng Đông Bắc Trung Quốc ngày nay) được gọi là Quan Đông. Khi thua trong Chiến tranh Thanh-Nhật, nhà Thanh đã phải nhượng vùng Đông Bắc này cho Nhật thuê. Tuy nhiên, Đế quốc Nga với sự ủng hộ của Pháp và Anh đã ép được Nhật Bản phải nhường bán đảo Liêu Đông cho Nga. Năm 1905, Nhật Bản giành chiến thắng trong Chiến tranh Nga-Nhật. Căn cứ Điều ước Portsmouth, Nhật Bản tiếp nhận từ Đế quốc Nga toàn bộ vùng phía Bắc bán đảo Liêu Đông và Vùng Đường sắt Mãn Châu, gộp lại với phần giành được từ trước thành Châu Quan Đông.
Sau khi nhận về từ tay Nga, Nhật Bản tổ chức một bộ máy chính quyền quân sự để quản lý vùng Quan Đông. Từ năm 1906, Phủ Đô hộ Quan Đông được thành lập làm chính quyền dân sự thay thế chính quyền quân sự. Tuy nhiên, ban đầu Phủ Độ hộ này vẫn gồm Quân Quan Đông. Mãi đến năm 1919, Quân Quan Đông mới tách riêng ra, và Phủ này đổi thành Sảnh Quan Đông, rồi thành Cục Quan Đông.
Năm 1915, Nhật Bản và Trung Hoa Dân Quốc thành lập một điều ước theo đó Nhật Bản được thuê Quan Đông đến năm 1997. Đến năm 1932, Quan Đông trở thành một bộ phận của Mãn Châu Quốc và xem như là đất Nhật Bản thuê của Mãn Châu Quốc. Năm 1937, Khu vực Đường sắt Mãn Châu được Nhật Bản trả cho chính quyền Mãn Châu. Năm 1945, căn cứ Tuyên bố Potsdam, Nhật Bản giao Quan Đông lại cho Trung Hoa Dân Quốc.
Theo một điều tra dân số do Nhật Bản tiến hành, vào năm 1935, Quan Đông có dân số là 1.034.074 người. Trong đó, người Nhật có 168.185 người, người Mãn Châu Quốc là 983.675 người. Các con số này không bao gồm số quân của Quân Quan Đông.
Trong Quan Đông có cảng biển Lữ Thuận là một cảng lớn.